# Les Hauts-de-Chée
 Les Hauts-de-Chée  es una población y comuna francesa, en la región de Lorena, departamento de Mosa, en el distrito de Bar-le-Duc y cantón de Vaubecourt.

## Demografía
| 926 | 810 | 690 | 770 | 802 | 759 |
| Para los censos de 1962 a 1999 la población legal corresponde a la población sin duplicidades (Fuente: INSEE [Consultar]) |     |     |     |     |     |